# 大友康平のミュージックキャンプ
DOCOMOサンデースペシャル 大友康平のミュージックキャンプ（ドコモサンデースペシャル おおともこうへいのミュージックキャンプ）はニッポン放送で放送されていたラジオ番組である。2005年4月3日から放送開始、2007年3月25日に放送終了。

## 概要
- 「音を楽しむ日曜日!」と銘打って始まった、世代を超えて音楽の楽しさを共有する新しいタイプの音楽番組。数ある音楽の中から、洋楽・邦楽今昔問わず後世に残したい 名曲を紹介したりゲストとの音楽トークなどを放送。またゲストとの生歌なども人気である。
- 2006年3月頃まで、元HOUND DOGのギタリスト・八島順一が生歌のコーナーにレギュラー出演していた。（現在はフォークデュオのvoiceが出演中。）
- 大友にとって、AMラジオのレギュラー出演は「SCHOOL'S OUT（文化放送）」以来、18年ぶりとなる。[1]
- 番組テーマ曲はスリー・ドッグ・ナイトの『ジョイ・トゥ・ザ・ワールド』。

## 放送時間
- 毎週日曜日 : 13:00 - 14:30（月1回15:00までのスペシャル版で放送）

## パーソナリティ
- 大友康平

### アシスタント
- 山本麻祐子（2006年3月まではニッポン放送アナウンサー、同年4月からフジテレビアナウンサー、2005年4月3日 - 2006年10月8日）
- 新保友映（ニッポン放送アナウンサー、2006年10月15日 - 2007年3月25日）